# Coppa dei Campioni d'Africa 1983
La Coppa dei Campioni d'Africa 1983 è stata la diciannovesima edizione del massimo torneo calcistico africano per squadre di club maggiori maschili.

## Risultati

### Turno preliminare
| Squadra 1           | Totale      | Squadra 2           | Andata | Ritorno |
| ------------------- | ----------- | ------------------- | ------ | ------- |
| Diaraf              | 6 - 0       | GPA                 | 4 - 0  | 2 - 0   |
| Maniema             | 2 - 2 (gfc) | Olympic Real Bangui | 2 - 1  | 0 - 1   |
| ASC Police          | 1 - 4       | Sierra Fisheries    | 1 - 3  | 0 - 1   |
| Mbabane Highlanders | 3 - 1       | Township Rollers    | 2 - 1  | 1 - 0   |

### Primo turno
| Squadra 1         | Totale          | Squadra 2           | Andata | Ritorno |
| ----------------- | --------------- | ------------------- | ------ | ------- |
| Al-Ahly           | 1 - 0           | Al-Merrikh          | 1 - 0  | 0 - 0   |
| Al-Ahly Tripoli   | 2 - 6           | JE Tizi-Ouzou       | 1 - 3  | 1 - 3   |
| Africa Sports     | 0 - 0 (0-3 dcr) | Diaraf              | 0 - 0  | 0 - 0   |
| Djoliba           | 0 - 1           | Hafia               | 0 - 0  | 0 - 1   |
| Enugu Rangers     | 0 - 2           | Sierra Fisheries    | 0 - 1  | 0 - 1   |
| FC 105 Libreville | 1 - 4           | Asante Kotoko       | 1 - 2  | 0 - 2   |
| AS Bilima         | 8 - 5           | Semassi             | 5 - 1  | 3 - 4   |
| CARA Brazzaville  | 8 - 1           | Dragón              | 6 - 1  | 2 - 0   |
| Canon Yaoundé     | 2 - 1           | Dragons             | 2 - 0  | 0 - 1   |
| Dynamos           | 5 - 4           | AFC Leopards        | 5 - 1  | 0 - 3   |
| Nkana Red Devils  | 3 - 2           | Mbabane Highlanders | 2 - 2  | 1 - 0   |
| Petro Atlético    | 6 - 3           | Olympic Real Bangui | 3 - 1  | 3 - 2   |
| Villa             | 5 - 3           | Dinamo Fima         | 4 - 2  | 1 - 1   |
| Kénitra           | a tav.          | Benfica de Bissau   | -      | -       |
| Matlama           | 2 - 5           | Ferroviário Maputo  | 1 - 2  | 1 - 3   |
| Wagad             | 1 - 2           | Pan African         | 1 - 2  | 0 - 0   |

### Secondo turno
| Squadra 1          | Totale           | Squadra 2        | Andata | Ritorno |
| ------------------ | ---------------- | ---------------- | ------ | ------- |
| Al-Ahly            | 6 - 2            | Dynamos          | 4 - 1  | 2 - 1   |
| JE Tizi-Ouzou      | 0 - 1            | Diaraf           | 0 - 1  | 0 - 0   |
| CARA Brazzaville   | 3 - 4            | Asante Kotoko    | 3 - 2  | 0 - 2   |
| AS Bilima          | 2 - 1            | Sierra Fisheries | 1 - 0  | 1 - 1   |
| Nkana Red Devils   | 0 - 0 (4-2 rig.) | Pan African      | 0 - 0  | 0 - 0   |
| Petro Atlético     | 3 - 4            | Canon Yaoundé    | 0 - 0  | 3 - 4   |
| Kénitra            | 4 - 0            | Hafia            | 4 - 0  | 0 - 0   |
| Ferroviário Maputo | 1 - 5            | Villa            | 1 - 2  | 0 - 3   |

### Quarti di finale
| Squadra 1        | Totale | Squadra 2     | Andata | Ritorno |
| ---------------- | ------ | ------------- | ------ | ------- |
| Al-Ahly          | 5 - 1  | Canon Yaoundé | 5 - 0  | 0 - 1   |
| Kénitra          | 2 - 3  | Diaraf        | 1 - 1  | 1 - 2   |
| Asante Kotoko    | 3 - 2  | AS Bilima     | 3 - 0  | 0 - 2   |
| Nkana Red Devils | 5 - 2  | Villa         | 4 - 0  | 1 - 2   |

### Semifinali
| Squadra 1        | Totale | Squadra 2     | Andata | Ritorno |
| ---------------- | ------ | ------------- | ------ | ------- |
| Diaraf           | 2 - 3  | Asante Kotoko | 2 - 1  | 0 - 2   |
| Nkana Red Devils | 0 - 2  | Al-Ahly       | 0 - 0  | 0 - 2   |

### Finale

#### Andata
| Il Cairo 27 novembre 1983 | Al-Ahly      | 0 – 0 | Asante Kotoko | Stadio Internazionale (90 000 spett.)\| Arbitro: \| Picon-Ackong \| |
| Arbitro:                  | Picon-Ackong |       |               |                                                                     |

#### Ritorno
| Arbitro: | Hansal |

|                |           |  |
| Nti 22’ (aut.) | Marcatori |  |